# Desa Mano'an
Desa Mano'an (indonesiska: Desa Mano’an) är en administrativ by i Indonesien.   Den ligger i provinsen Jawa Timur, i den västra delen av landet, 700 km öster om huvudstaden Jakarta. Desa Mano'an ligger på ön Madura.